# شون بيركس
شون بيركس (بالإنجليزية: Shawn Burks)‏ هو لاعب كرة قدم أمريكية أمريكي، ولد في 10 فبراير 1963 في باتون روج في الولايات المتحدة.

## وصلات خارجية
- شون بيركس على موقع مرجع كرة القدم المحترفة.كوم (الإنجليزية)